# Florida
La Florida (/ˈflɔrida/ o /floˈrida/, in inglese: [ˈflɒɹɪdə] o [ˈflɔː-], in spagnolo: [floˈɾiða]) è uno Stato degli Stati Uniti d'America (sigla = FL). Si estende per buona parte dell'omonima penisola ed è bagnata a ovest dal golfo del Messico, mentre a nord confina con gli Stati della Georgia e dell'Alabama e a est si affaccia sull'oceano Atlantico. È il 22º Stato degli Stati Uniti per superficie e il 3º per popolazione, dopo California e Texas. La sua capitale è Tallahassee, la città più popolosa Jacksonville, ma la città più conosciuta e con l'area metropolitana più popolosa è Miami. La sua geografia è segnata da un'estesa linea costiera, dall'onnipresenza delle acque e della minaccia degli uragani. Il terreno è caratterizzato dalla bassa elevazione costituito prevalentemente da rocce sedimentarie. Il clima varia dal subtropicale a nord, al tropicale a sud. Animali caratteristici sono il lamantino e l'alligatore.
Fin dalla sua scoperta nel 1513 da parte dello spagnolo Juan Ponce de León, la Florida è stata una sfida coloniale per le potenze europee, prima di essere integrata dagli Stati Uniti nel 1845. Fu teatro di guerre contro gli indiani Seminole, e della segregazione razziale dopo la guerra civile. Oggi si distingue per la sua grande comunità cubana e la forte crescita della popolazione solleva questioni ambientali. La sua economia, che si è andata sviluppando dal tardo XIX secolo, si basa principalmente sul turismo, sull'agricoltura e sui trasporti. È anche nota per i suoi parchi di divertimento, per la produzione di arance e per il John F. Kennedy Space Center.
La cultura della Florida riflette diverse influenze, quella anglosassone, amerinda, afro-americana e ispanica che si trova riflessa nell'architettura e nella gastronomia. La Florida ha attirato molti scrittori, come Marjorie Kinnan Rawlings, Ernest Hemingway e Tennessee Williams. Il soprannome della Florida è Sunshine State (Stato del sole splendente, usato anche nelle targhe delle auto) e gli animali simbolo sono il puma della Florida, che però è sempre più raro nel territorio della Florida, e l'alligatore, invece molto comune.

## Geografia
La Florida è situata per la maggior parte su una grande penisola tra il Golfo del Messico, l'Oceano Atlantico e lo stretto di Florida. Si estende a sud-est su una striscia di terra. Confina a nord con gli Stati di Georgia e a ovest con l'Alabama. È molto vicina alle isole dei Caraibi e particolarmente alle Bahamas e Cuba.
È quasi totalmente pianeggiante ed è suddivisa in 67 contee.

### Ambiente
In Florida vi sono molti parchi e aree protette, tra cui i più conosciuti sono: il National Forest, il National Park, Ocala e lo State Park. La vegetazione originaria era costituita in passato da intere foreste di latifoglie (faggi, betulle, querce): oggi sono quasi del tutto scomparse a causa di disboscamenti effettuati nel corso dei secoli. L'animale più diffuso nello Stato è l'alligatore.

### Clima

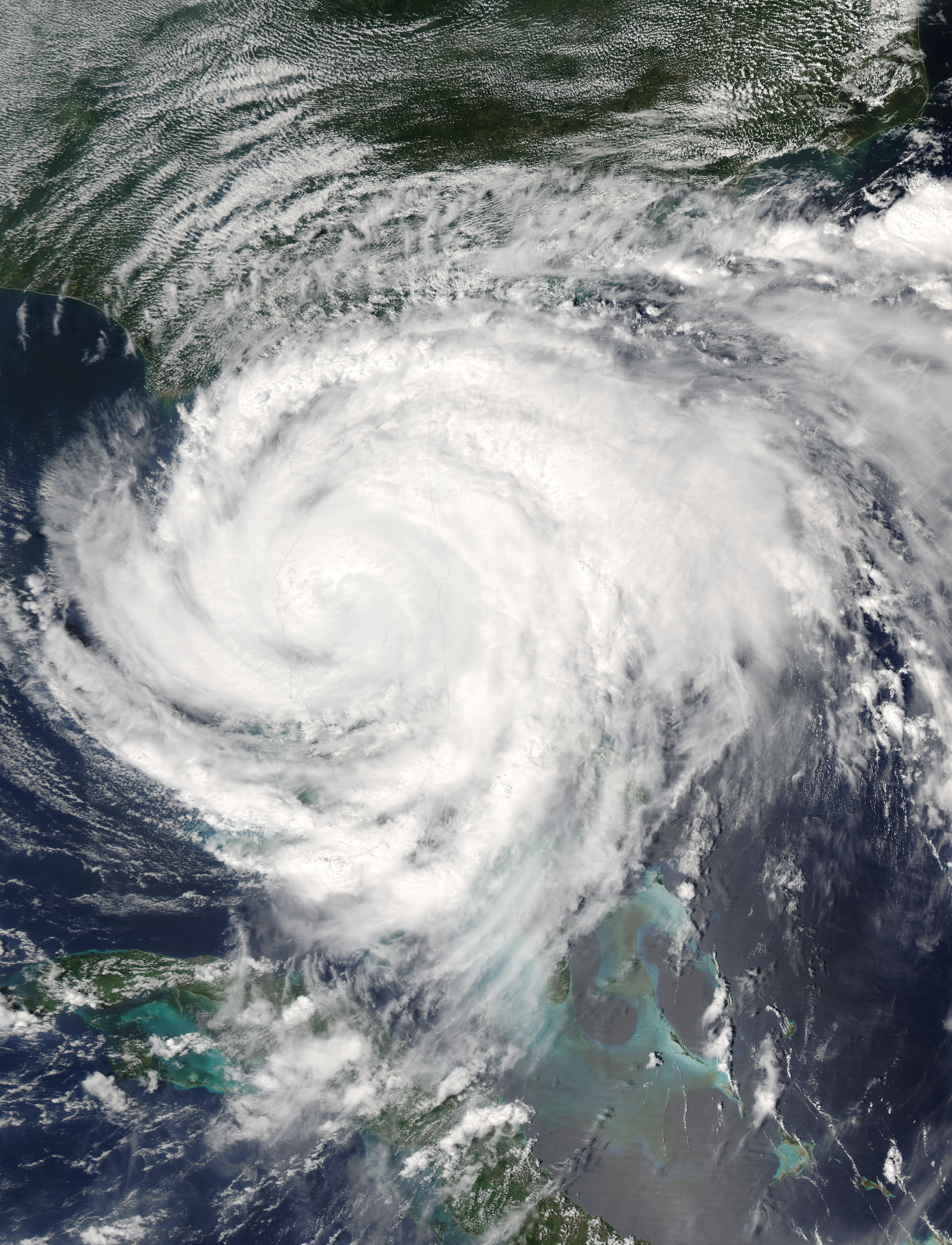
L'uragano Frances

Il clima della Florida è influenzato dalla prossimità all'Oceano Atlantico e dal golfo del Messico, dal suo territorio pianeggiante e da un livello molto basso di altitudine oltre che dalla relativa vicinanza al Tropico del Cancro. La maggior parte dello Stato ha un clima subtropicale umido eccetto per la parte all'estremo sud che ha un clima totalmente tropicale. I fronti freddi occasionalmente portano venti forti e temperature fresche o addirittura fredde durante il tardo autunno (Novembre avanzato) e soprattutto l'Inverno. Le stagioni in Florida sono in realtà scandite più dalle precipitazioni che dalla temperatura, con inverni relativamente secchi (stagione secca) e calde e umide estati (stagione umida). La Corrente del Golfo ha un effetto moderante sulle temperature massime (ma non sull'umidità relativa) e sebbene la Florida veda ovunque sul suo territorio come regola in estate i 32-33°.
La Florida Centrale è nota anche come la capitale dei fulmini perché ne cadono più che in ogni altra parte degli USA. La Florida ha la più alta media di piogge tra gli stati, la principale motivazione è che le tempeste pomeridiane sono molto usuali in buona parte dello Stato, dalla tarda primavera fino al primo autunno. Nonostante alcune tempeste capitino anche fuori stagione la piaga degli uragani arriva proprio nell'omonima stagione calda umida e comprende anche un po' di stagione fresca; infatti sono possibili dal 1º giugno al 30 novembre. La Florida visse una grande devastazione nel 2004 quando fu colpita, e questo è un record, da ben quattro uragani.

## Origini del nome
Il nome dello stato venne attribuito dall'esploratore spagnolo Juan Ponce de León quando vi sbarcò nel 1513 e deriva dalla "Pascua Florida", altro nome spagnolo della domenica di Pasqua, caduta in quel periodo. È detta Sunshine State ("Stato della luce solare"), per via del clima molto spesso sereno e soleggiato.

### Idrografia

#### Fiumi
- Apalachicola
- Caloosahatchee
- Escambia
- Hillsborough
- Kissimmee
- Indian (fiume Florida)
- Ochlockonee
- Peace
- Perdido
- Saint Johns
- Saint Marys
- Suwannee
- Yellow

#### Laghi

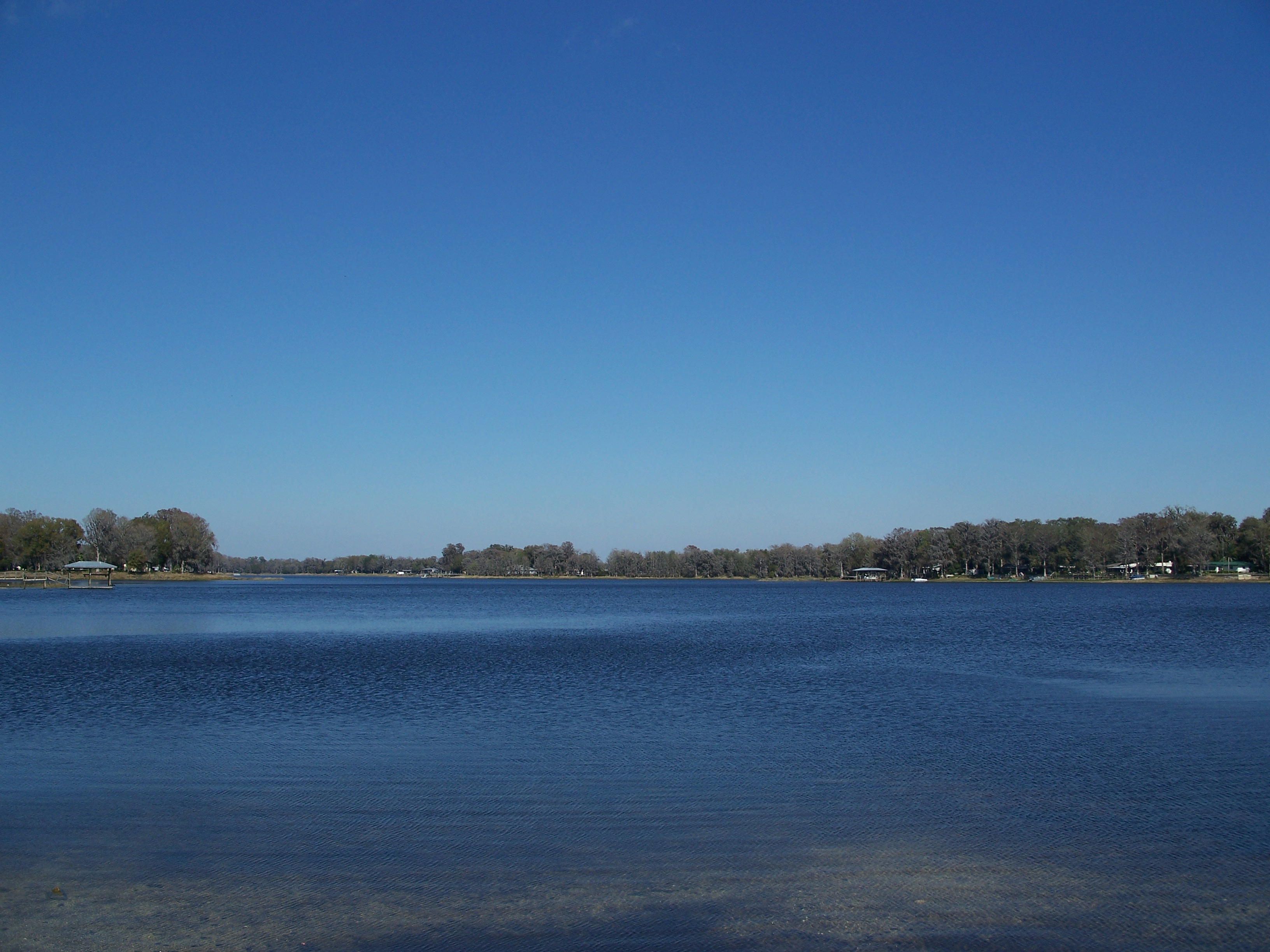
Il lago Apopka

- Apopka
- Buenavista
- George
- Iamonia
- Istokpoga
- Kissimmee
- Myakka
- Okeechobee
- Poinsett
- Seminole
- Talquin
- Tarpon
- Trafford

## Isole
- Cape Romano
- Cedar Keys
- Dog Island
- Dry Torugas
- Elliot Key
- Estero
- Florida Keys
- Hutchinson
- Key Biscayne
- Key Largo
- Marquesas Key
- Old Rhodes Key
- Pine
- Saddle Bunch Keys
- Santa Rosa
- Saint George
- The Thousands
- Virginia Key

## Aree protette
- National Park
  - Everglades
  - Biscayne
  - Dry Tortugas
- National Forest
  - Apalachicola
  - Choctawhatchee
  - Ocala
  - Osceola
- National Monument
  - Castello di San Marco
  - Fort Matanzas
- National Wildlife Refuge
  - Cedar Key
  - Great White Heron
  - Island Bay
  - Key West
  - Lake WoodruffLoxa
  - Loxa-hatchee[4]
  - Merritt Island
  - National Key Deer
  - Pelican Island
  - Pine Island
  - Saint Mark
  - Sanisabel Island
- State Park
  - John Pennekamp Coral Reef

## Storia
I ritrovamenti archeologici dimostrano che la Florida era già abitata migliaia di anni prima che arrivassero le colonie europee. Delle tribù indigene le più conosciute sono gli Ais, gli Apalachee, i Calusa, i Timucua e i Tocobago. Non trascuriamo la presenza dei Seminole, fiera e nobile tribù che seppe resistere valorosamente per anni alla preponderante pressione militare e demografica degli Stati Uniti. Juan Ponce de León, un conquistatore spagnolo, impose il nome alla Florida il 2 aprile del 1513 in occasione della Pascua Florida (termine spagnolo per il periodo pasquale). Nel 1565 gli spagnoli vi fondarono San Augustín che fu il primo centro europeo del Nord America. Nei secoli seguenti, sia i francesi che gli spagnoli crearono colonie nella penisola con fasi alterne di successo.
L'area della Florida spagnola diminuì con lo stabilirsi delle colonie inglesi a nord e francesi a ovest. Gli inglesi indebolirono il potere spagnolo nell'area aiutando le tribù indiane loro alleate a combattere quelle alleate degli spagnoli.

### Florida britannica
La Gran Bretagna guadagnò il controllo della Florida diplomaticamente nel 1763, tramite la pace di Parigi, con cui fu divisa in una parte orientale e una occidentale. I britannici tentarono di sviluppare la Florida con l'importazione di immigrati per creare lavoro, ma il progetto alla fine fallì.

### Florida spagnola e poi statunitense
La Spagna riguadagnò la Florida dopo la sconfitta degli inglesi contro le colonie americane e il conseguente trattato di Parigi del 1783. A causa delle guerre di frontiera contro le tribù bellicose dei nativi, la regione fu di fatto occupata da truppe e coloni americani fin dal 1810-13.
Alla fine, nel 1819, secondo i termini del trattato Adams-Onís, la Spagna cedette la Florida agli Stati Uniti in cambio della rinuncia da parte statunitense di qualsiasi richiesta per quanto riguardava il Texas. Divenuta territorio autonomo nel 1821, entrò nell'Unione come 27º stato il 3 marzo 1845. Stato secessionista, fu riammesso nell'Unione solo nel 1868.

## Popolazione
Evoluzione demografica della Florida

In Florida si possono trovare varie etnie.
Una volta la Florida era uno degli stati più scarsamente popolati (se confrontato agli stati confinanti della Georgia e dell'Alabama).
Ciò era dovuto alla sua natura selvaggia e paludosa, con il grosso della popolazione concentrato ai confini settentrionali.
Adesso invece è uno degli stati più popolosi con la massima parte della popolazione concentrata nella parte meridionale.
Secondo il censimento del 2010, la distribuzione è la seguente:
- 54,1% bianchi non ispanici;
- 25,6% ispanici (è molto numerosa la comunità cubana, composta da persone fuggite dalla dittatura e dai loro discendenti dato che il paese dista solo 90 miglia marine - 167 km dalle coste della Florida);
- 16,9% afroamericani (la Florida ha una delle più grandi comunità afroamericane del Paese);
- 2,9% asiatici (prevalentemente filippini, vietnamiti e cinesi);
- 0,5% nativi americani (come i seminole nella parte sud-orientale o la tribù dei miccosukee che risiedono prevalentemente nell'area paludosa delle Everglades.

La Florida è conosciuta anche come lo "Stato dei pensionati", in quanto molti cittadini della classe agiata della Nuova Inghilterra al termine della loro attività lavorativa vanno a trascorrere la vecchiaia in Florida beneficiando del clima locale.

### Religione
Anche la Florida è influenzata dalla multinazionalità degli USA e di conseguenza il panorama religioso è piuttosto vario. Il 40% della popolazione è protestante (battista, metodista o pentecostale), il 26% cattolico. Gli ebrei sono circa il 3%. Il 16% non professa alcuna religione. Da notare che Clearwater è la sede principale della comunità religiosa di Scientology.

## Economia

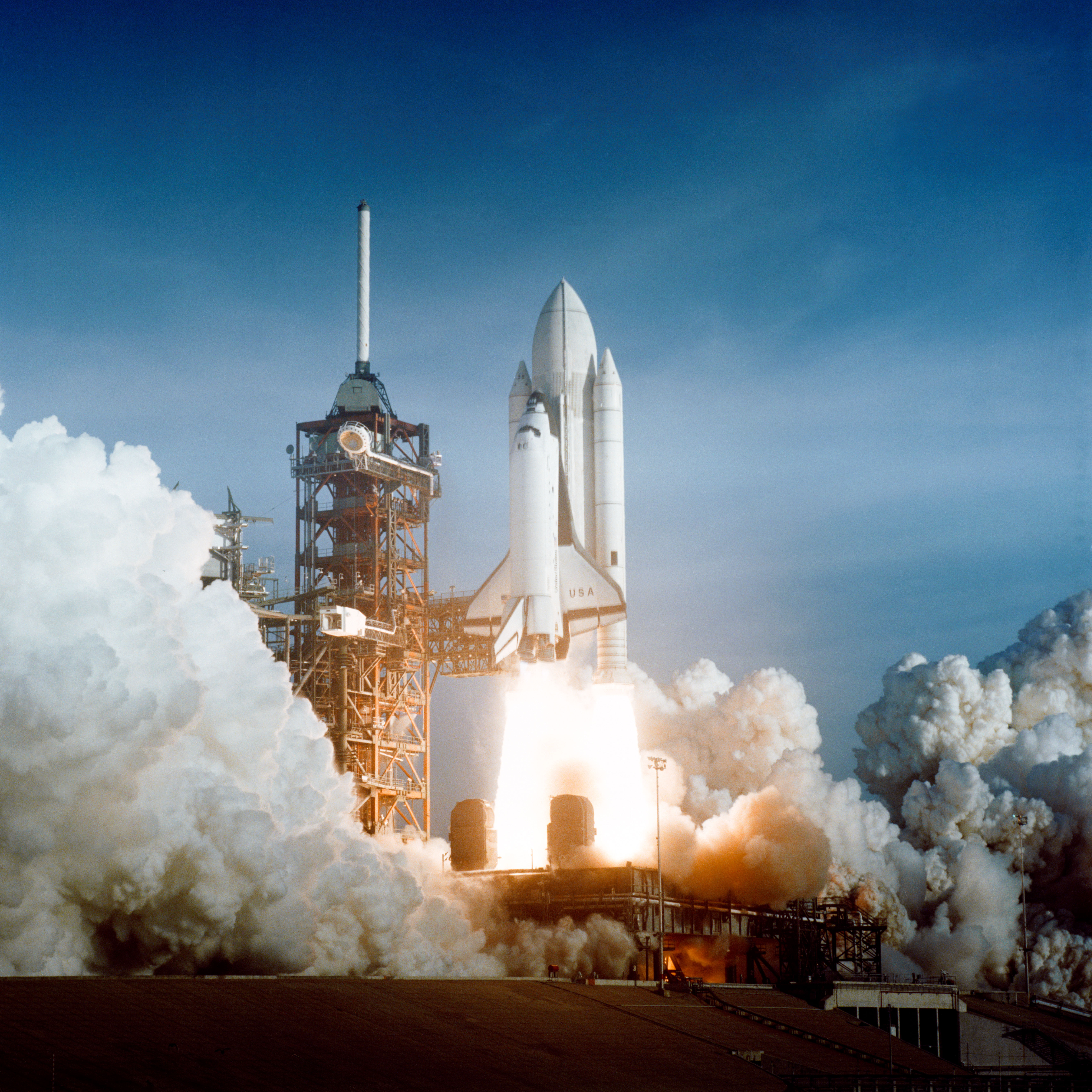
Space Shuttle Columbia

La Florida è la quarta potenza economica degli Stati Uniti dopo California, Texas e New York.

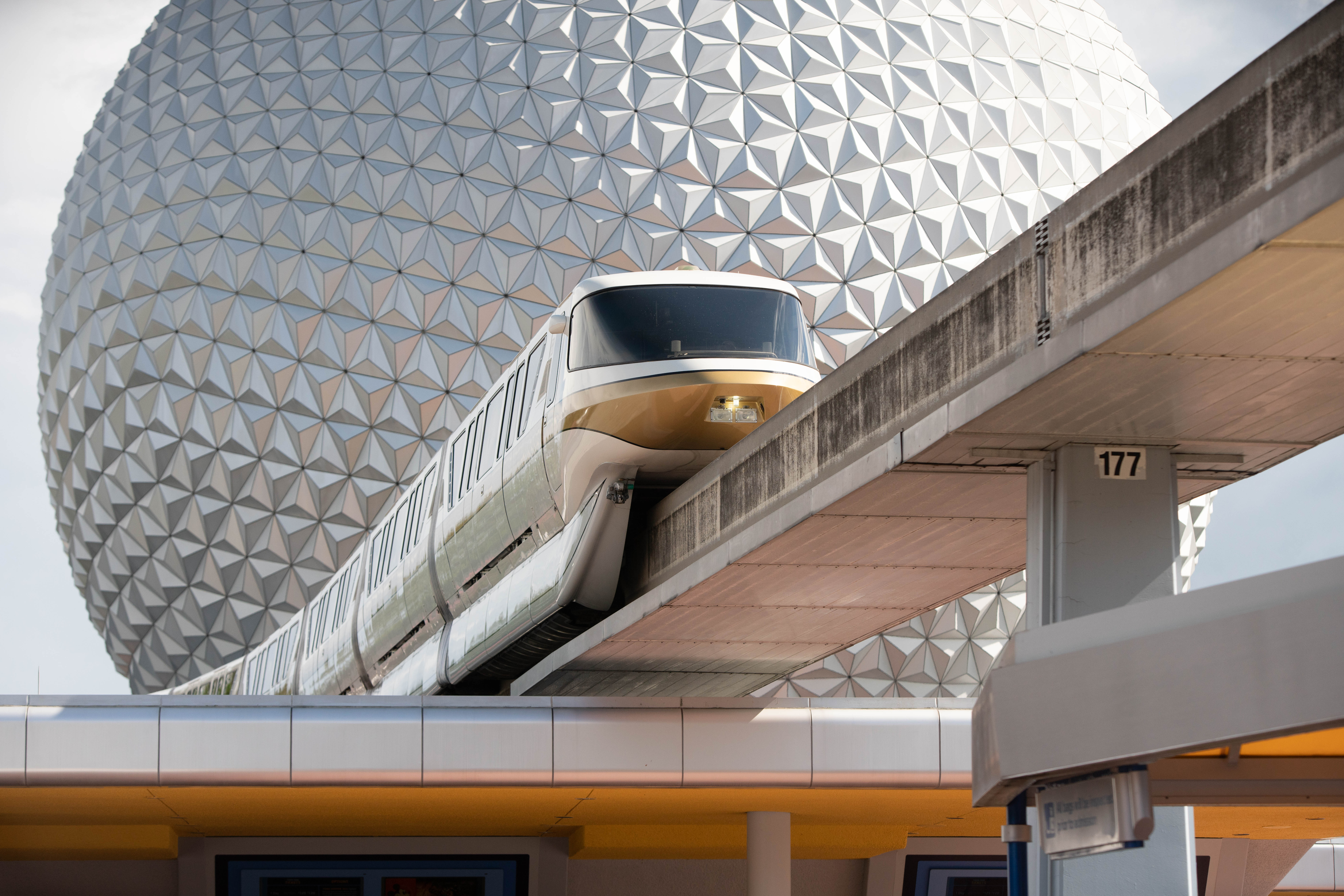
Un monorail in uscita dal parco di Epcot al World Disney World

Di enorme importanza è l'industria del divertimento situata nella città di Orlando che, da sola, richiama milioni di turisti ogni anno. La Florida è casa del parco divertimenti più visitato al mondo, il Magic Kingdom all'interno del Walt Disney World, il più grande complesso di alberghi, negozi e parchi a tema al mondo. Orlando è inoltre sede degli Universal Orlando Resort, il Sea World e innumerevoli altri parchi divertimento.
La grande massa di turisti ha fatto sì che Orlando e le vicine città, offrano alloggi per tutte le tasche: dagli hotel sull'autostrada fino agli alberghi più lussuosi situati dentro il Walt Disney World Resort.
La seconda industria in ordine di grandezza è l'agricoltura. Gli agrumi, e specialmente le arance, rappresentano una grande parte dell'economia della penisola, che è la maggior produttrice degli USA.
Altre industrie significative per importanza sono quella delle miniere di fosfato, concentrate nella Bone Valley e soprattutto quella aerospaziale che si è sviluppata dall'arrivo della NASA a Cape Canaveral, nel 1962.
La Florida era uno dei pochissimi Stati a non avere delle leggi riguardo al minimo salariale, finché nel 2004 i votanti fecero passare un emendamento costituzionale che stabilì un minimo salariale che verrà poi ritoccato in base all'inflazione ogni 6 mesi.

### Agricoltura
Con la California la Florida è uno dei poli statunitensi della produzione di agrumi. Nella Contea dal nome emblematico di Orange da decine di miglia si solcano agrumeti senza confine. Il successo turistico dello Stato sta sostituendo agli agrumeti immensi insediamenti di ville e residences. Oltre alla coltivazione degli agrumi sussiste in Florida un cospicuo allevamento, in particolare di zebuini, gli animali più adatti al clima subtropicale.

## Istruzione
La scuola primaria e secondaria in Florida sono amministrate dal Dipartimento dell'Educazione della Florida. Esistono delle Università in Florida.

## Città principali
| Città            | Contea        | Abitanti |
| ---------------- | ------------- | -------- |
| Jacksonville     | Duval         | 949 611  |
| Miami            | Miami-Dade    | 442 241  |
| Tampa            | Hillsbourough | 384 959  |
| Orlando          | Orange        | 307 573  |
| Saint Petersburg | Pinellas      | 258 308  |
| Hialeah          | Miami-Dade    | 223 109  |
| Port St. Lucie   | St. Lucie     | 204 851  |
| Tallahassee      | Leon          | 196 169  |
| Cape Coral       | Lee           | 194 016  |
| Fort Lauderdale  | Broward       | 182 760  |
| Pembroke Pines   | Broward       | 171 178  |
| Hollywood        | Broward       | 153 067  |
| Gainesville      | Alachua       | 141 085  |
| Miramar          | Broward       | 134 721  |
| Coral Springs    | Broward       | 134 394  |
| Palm Bay         | Brevard       | 119 760  |
| West Palm Beach  | Palm Beach    | 117 415  |
| Clearwater       | Pinellas      | 117 292  |
| Lakeland         | Polk          | 112 641  |
| Pompano Beach    | Broward       | 112 046  |

## Contee
- Contee della Florida

## Mari
- Golfo del Messico
- Oceano Atlantico

## Sport

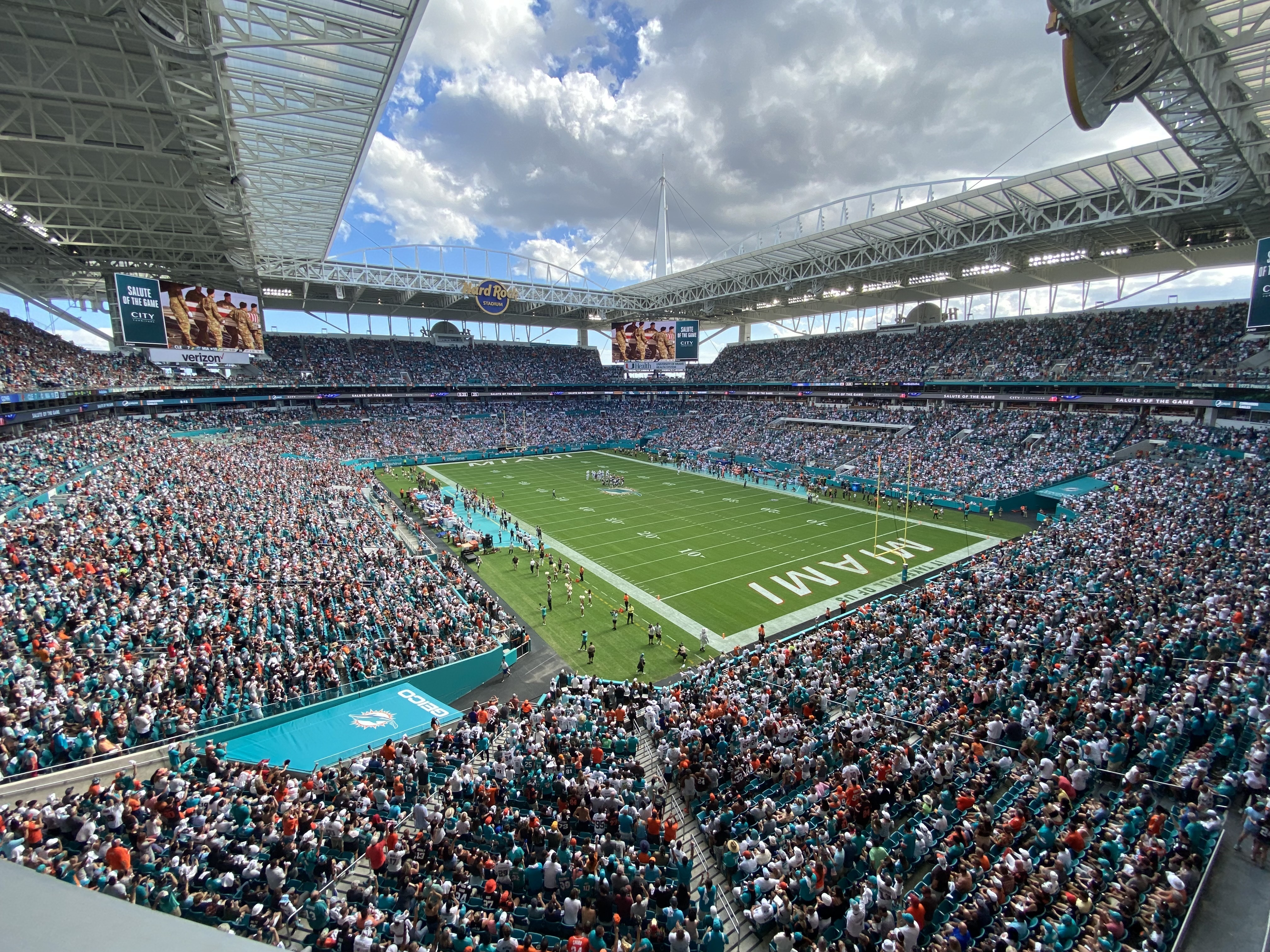
Hard Rock Stadium

Le franchigie della Florida che partecipano al Big Four (le quattro grandi leghe sportive professionistiche americane) sono:

### Football Americano
- Miami Dolphins, NFL
- Jacksonville Jaguars, NFL
- Tampa Bay Buccaneers, NFL
- Tampa Bay Vipers, XFL
- Tampa Bay Bandits, USFL

### Pallacanestro
- Miami Heat, NBA
- Orlando Magic, NBA

### Baseball
- Miami Marlins, MLB
- Tampa Bay Devil Rays (con sede a St. Petersburg), MLB

### Hockey
- Florida Panthers (con sede a Fort Lauderdale), NHL
- Tampa Bay Lightning, NHL

## Struttura del tribunale
Il sistema giudiziario della Florida è diviso in due grandi categorie: i tribunali d'appello e i tribunali di primo grado. Il livello d'appello è costituito dalla Corte Suprema e da cinque tribunali d'appello, mentre i tribunali di primo grado sono costituiti da 67 tribunali distrettuali e 20 tribunali distrettuali.(da chiarire)
Nel 2019, la Corte Suprema della Florida ha esaminato 2.098 casi. Si tratta di 1.106 casi in meno rispetto al 2014. 

## Giustizia
In Florida è ammessa la pena di morte, che viene eseguita principalmente tramite l'iniezione letale, ma il condannato può scegliere di morire, se lo desidera, con la sedia elettrica.

### Crimine
Il tasso di reati in Florida è superiore a quello della media nazionale, ma in anni recenti ha registrato una diminuzione. Il periodo peggiore si è avuto nel 2006-2007. Nel 2007 ci sono stati 1.126.524 arresti; nel 2017, 711.831.